# Братченко, Станислав Никифорович
Братченко, Станислав Никифорович (3 сентября 1936, Красный Луч Ворошиловградской (Луганской) обл. — 21 февраля 2011, Киев) — советский и украинский археолог, известный исследователь бронзового века юга Восточной Европы, ведущий специалист и один из основных авторов концепции формирования и развития культур катакомбной культурно-исторический общности степной и лесостепной полосы от Приуралья и Северного Кавказа до низовий Дуная эпохи ранней и средней бронзы, первооткрыватель, исследователь и автор монографии по изучению единственной из известных на территории Российской Федерации каменных крепостей бронзовой эпохи у Ливенцовки на Нижнем Дону (Ливенцовская крепость), являющейся старейшей крепостью во всей Восточной Европе, возникшей на несколько столетий раньше Трои, автор выделения каменско-ливенцовской культуры Архивная копия от 20 февраля 2020 на Wayback Machine финала средней бронзы и раннего этапа донецкой катакомбной культуры Архивная копия от 11 июля 2021 на Wayback Machine. Основатель и первый директор археологического музея-заповедника «Танаис». Кандидат исторических наук (1969), старший научный сотрудник (1980).

## Биография
Родился С. Н. Братченко 3 сентября 1936 года в Донбассе в г. Красный Луч в семье простых рабочих, которые привили сыну типично донбасское трудолюбие и уважение к людям труда. В течение голодных и сокрушительных 40-х годов, работая в полях подпаском, подросток проникся глубокой любовью к своей Малой Родине с ее бескрайними степными просторами и, конечно, с многочисленными курганами, которые притягивали к себе тайнами далеких предков. Детское любопытство С. Н. Братченко к древностям постепенно переросло в целенаправленный научный интерес к древнейшей истории Донбасса, истории и археологии Северного Причерноморья в целом.
После окончания в 1955 г. средней школы Станислав Никифорович поступил на исторический факультет Ростовского пединститута, вскоре переведенный в Ростовский университет. Ростовский период не только сформировал С. Н. Братченко как ученого, полевого исследователя, но и основательно закрепил его дружбу с коллегами-побратимами В. Я. Кияшко Архивная копия от 10 июля 2021 на Wayback Machine и В. С. Бочкаревым Архивная копия от 10 июля 2021 на Wayback Machine.
Здесь он страстно увлекся археологией. Судьбоносную роль в его профессиональной карьере сыграла Кобяковская археологическая экспедиция ЛОИА АН СССР. Будучи еще студентом, он начал в ней работать с первого дня ее создания. Вскоре на него обратили внимания как на великолепного раскопщика и разведчика археологических памятников. По ходатайству начальника Кобяковской экспедиции С. И. Капошиной Станислав Никифорович был переведен на кафедру археологии Ленинградского государственного университета. Здесь его учителями стали М. И. Артамонов, П. И. Борисковский, Б. Б. Пиотровский, М. П. Грязнов, В. Ф. Гайдукевич и другие. Студент получил прекрасное археологическое образование и успешно окончил университет.

## Научная деятельность
Вернувшись на Нижний Дон, С. Н. Братченко начал работать в Музее истории Донского казачества, а затем перешел в штат Ростовского областного музея краеведения. Четыре года (1960—1964), проведенные на Дону, оказались одними из самых плодотворных в научной жизни Станислава Никифоровича. В это время он окончательно сформировался как крупный исследователь степных культур эпохи бронзы. На скудные музейные средства он сумел провести значительные полевые работы. У хутора Ливенцовка Архивная копия от 10 июля 2021 на Wayback Machine ему удалось открыть первое на Нижнем Дону многослойное поселение эпохи энеолита и бронзы и замечательную каменную крепость конца эпохи средней бронзы. Изучив полученные материалы, Станислав Никифорович заключил, что Ливенцовская крепость является старейшей крепостью во всей Восточной Европе, возникшей на несколько столетий раньше известной Трои, а целый ряд сопоставимых с ней по материальной культуре крымских поселений принадлежат особой культурной группе, которая фактически является новой культурой эпохи средней бронзы. В те же годы Станислав Никифорович стал одним из основателей и первым директором археологического музея-заповедника «Танаис». Под его руководством была создана первая экспозиция этого музея, организованы экскурсионные маршруты и т. д.

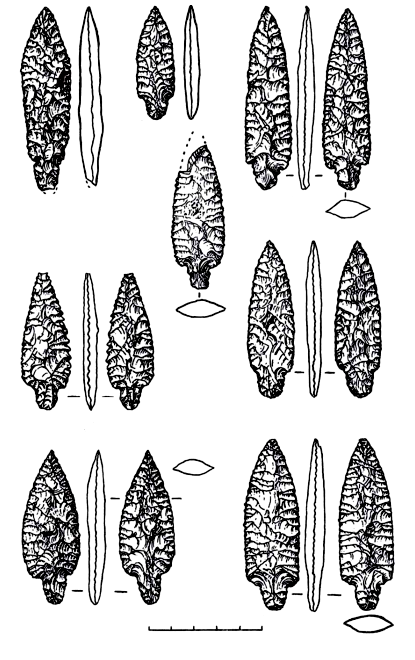
Оружие дальнего боя из Ливенцовской крепости - кремневые наконечники стрел (из раскопок С.Н. Братченко)

Обучение и окончание аспирантуры Института археологии АН УССР дало возможность С. Н. Братченко установить тесные связи с археологическим сообществом и ведущими археологами на просторах СССР.
Закончив аспирантуру, С. Н. Братченко смог продолжить раскопки Ливенцовской крепости, в 1969 г. успешно защитил кандидатскую диссертацию (научный руководитель — Д. Я. Телегин), стал штатным сотрудником Института археологии АН УССР, успешно разрабатывал концепции происхождения и развития культур катакомбной общности раннего и среднего бронзового века. На основе поселенческих источников и керамических коллекций плодотворно продолжил изучение культуры многоваликовой керамики и предложил называть ее "бабинская культура" по эпонимному памятнику Бабино-III на Нижнем Днепре. С.Н. Братченко констатировал определенную культурную близость катакомбных харьковско-воронежских (среднедонских) и многоваликовых (бабинских)  памятников, зафиксировал факт культурных смещений в позднекатакобное время в Днепро-Донском ареале и продвижение племен в украинские и донские степи с севера, из Лесостепи, проникновение племен из Задонья (левобережья Нижнего Дона). Наличие сопоставимых элементов в катакомбной и многоваликовой (бабинской) культурах исследователь объяснял не тождественностью этих культур, а их генетической связью.
Большую часть своей жизни С. Н. Братченко посвятил полевой археологии, а именно организации работ многочисленных новостроечных экспедиций по раскопкам курганных могильников в бассейне Северского Донца и на территории Северо-Восточного Приазовья.
В Киеве Станислав Никифорович вошел в научную жизнь благодаря поддержке своих старших коллег — Д. Я. Телегина, С. С. Березанской, О. Г. Шапошниковой. В то же самое время у него появились и свои первые последователи, ученики. В его полевых исследованиях принимали участие десятки перспективных молодых археологов Украины и России. Они общались с С. Н. Братченко и учились у него. Так сложилась своеобразная школа археологов — полевиков, "школа Братченко " — А. М. Смирнов, Я. П. Гершкович, С. Н. Санжаров, А. Н. Усачук, Т. Ю. Гошко, В. Я. Зельдина-Стеганцева, Т. В. Панибудьласка, А. С. Шкарбан, В. Г. Самойленко, В. К. Кульбака и др.
В последующие годы, используя все возможности, С. Н. Братченко почти регулярно приезжал в Подонцовье в качестве консультанта в Центрально-Донецкую (рук. Ю. М. Бровендер) и археологическую экспедицию научного Центра «Наследие» (рук. С. Н. Санжаров) Восточноукраинского национального университета им. Владимира Даля (1989 г. — Красная Заря, 1991—1992 гг. — Проказино, 1994, 2003 гг. — Алешин Ручей, 1996 г. — Черников Озеро, 1998 г. — Невское, 1999 г. — Кременная, 2000 г. — Круглое Озеро, 2001 г. — Райгородка, 2002 г. — Сватово).
Подавляющее большинство материалов экспедиций, которыми Станиславу Никифоровичу пришлось руководить на Луганщине, долгое время оставалось неизданными. Подготовкой их к публикации исследователь посвятил два десятилетия своей жизни. В течение последних десяти лет, страдая от недостатка зрения, все-таки подготовил и опубликовал огромный массив курганных материалов из раскопок 1970-х гг. на Северском Донце.
В 2003 году коллектив научного Центра «Наследие» Далевского университета смог основать и зарегистрировать официальное серийное научное издание — мечту С. Н. Братченко — «Материалы и исследования по археологии Восточной Украины» Архивная копия от 10 июля 2021 на Wayback Machine. Именно в этом издании С. Н. Братченко опубликовал самые ценные свои находки. В составе одного из выпусков сборника (Выпуск 6, 2006 г.) была издана его авторская монография по результатам исследования Ливенцовской крепости.
В 2012 г. уже после смерти С. Н. Братченко его ученики Я. П. Гершкович и С. Н. Санжаров организовали переиздание  монографии по Ливенцовской крепости в издательском доме «Скиф».

## Монографии
● Нижнее Подонье в эпоху средней бронзы. — Киев: Наукова думка, 1976. — 252 с.
●.Донецька катакомбна культура раннього этапу. — Луганськ: Шлях, 2001. — 196 с. Архивная копия от 11 июля 2021 на Wayback Machine
● Рідкісні бронзові знаряддя з катакомб Сіверськодонеччини та Донщини (III тис. до н. э.) — Луганськ: СНУ, 2001. — 108 с. (в соавторстве с С. Н. Санжаровым).
● Левенцовская крепость. Памятник культуры бронзового века // Матеріали та дослідження з археології Східної України. — Вип. 6. — Луганськ: СНУ, 2006. — С. 32-310.
● Левенцовская крепость. Памятник культуры бронзового века. — Киев: "Издательский дом «Скиф», 2012. — 308 с. (посмертное переиздание). Архивная копия от 17 июля 2021 на Wayback Machine

## Основные публикации
● Ливенцовская крепость времени средней бронзы // Тезисы докладов Всесоюзной археологической конференции. Секция «Неолит и бронзовый век». — Москва, 1966. — С. 9-10.
● Багатошарове поселення Лівенцівка I на Дону // Археологія. — 1969. — Том ХХІІ. — С. 210—231.
● Пам’ятки багатоваликової кераміки // Археологія Української РСР. — Т. 1. — Киев: Наукова думка, 1971. — С. 334—344.
● Матеріали до вивчення ямної культури Північного Приазов’я // Археологія. — 1973. — Вип. 11. — С. 21-27.
● Розкопки курганів епохи бронзи за допомогою механізмів // Археологія. — 1974. -Вип. 13. — С. 105—109 (в соавторстве с Д. Я. Телегиным).
● Материалы энеолита, погребения ямной и катакомбной культур // Вильнянские курганы в Днепровском Надпорожье. — Киев: Наукова думка, 1977. — С. 5-12 (в соавторстве с Д. Я. Телегиным).
● Погребения срубной культуры // Вильнянские курганы в Днепровском Надпорожье. — Киев: Наукова думка, 1977. — С. 12-16.
● К вопросу о сложении бабинской культуры (многоваликовой керамики) // Вильнянские курганы в Днепровском Надпорожье. — Киев: Наукова думка, 1977. — С. 21-42.
● Пастове намисто з катакомбного поховання на Компанійцевському могильнику // Археологія. — 1977. — Вип. 24. — С. 53-60 (в соавторстве с Е. В. Махно).
● Катакомбная культурно-историческая общность // Археология УССР. — Т. 1. — Киев: Наукова думка, 1985. — С. 403—420 (в соавторстве с О. Г. Шапошниковой).
● Культура многоваликовой керамики // Археология Украинской ССР. — Том 1. — Киев: Наукова думка, 1985. — С. 451—458.
● Каменско-ливенцовская группа памятников // Археология Украинской ССР. — Том 1. — Киев: Наукова думка, 1985. — С. 458—462.
● Некоторые итоги и проблемы исследования курганов // ТДНК «Археологические исследования в зонах мелиорации: итоги и перспективы их интенсификации». — Ленинград: Наука, 1985. — С. 74-75.
● Александровский энеолитический могильник // Древнейшие скотоводы степей юга Украины. — Киев: Наукова думка, 1987. — С. 17-31 (в соавторстве с Л. Ф. Константинеску).
● Лук і стріли доби енеоліту — бронзи півдня Східної Європи // Археологія. — 1989. — № 4. — С. 70-81.
● Катакомбные культуры Северского Донца и Северо-Восточного Приазовья // ТДНК «Проблемы охраны и исследования памятников археологии в Донбассе». — Донецк, 1989. — С. 27-29.
● Северскодонецкие катакомбные погребения на реке Красной // Катакомбные культуры Северного Причерноморья. — Киев: РАМУС, 1991. — С. 165—186 (в соавторстве с М. Л. Швецовым).
● Перший Миколаївський курган на Луганщині // Поховальний обряд давнього населення України. — Киев: НМК ВО, 1991. — С. 89-103.
● Пряжки эпохи поздней бронзы и их северокавказские формы // ТДНК «Конвергенция и дивергенция в развитии культур эпохи энеолита-бронзы Средней и Восточной Европы». — Часть 2. — Санкт-Петербург: РАН, 1995. — С. 8-26.
● Соотношение каменной и бронзовой индустрий в энеолите и бронзовом веке // Донские древности. — Вып. 4. — Азов, 1995. — С. 79-92.
● До проблеми ранньобронзової індустрії Східної Європи // Древние культуры Восточной Украины. — Луганск: ВУГУ, 1996. — С. 32-57.
● Курганы у сел Песчаное и Раздольное в Приазовье // Донецкий археологический сборник. — Вып. 7. — Донецк: ДГУ, 1997. — С. 116—129.
● Орнаментацiя керамiки у генезi катакомбних культур // ТДНК «Доба бронзи Доно-Донецького регiону». — Київ — Воронеж, 1998. — С. 7-12.
● Могили бронзової доби в басейні р. Деркул // Материалы и исследования по археологии Восточной Украины. — Вып. 1. — Луганск: ВНУ, 2003. — С. 162—225.
● Бахмутовская курганная группа // Материалы и исследования по археологии Восточной Украины. — Вып. 1. — Луганск: ВНУ, 2003. — С. 247—276 (в соавторстве с Я. П. Гершковичем).
● Прадавня Слобожанщина: Сватівські могили-кургани Ш тис. до н.е. та майдани // Матеріали та дослідження з археології Східної України. — Вип. 2. — Луганськ: СНУ, 2004. — С. 65-190.
● Погребения эпохи энеолита и бронзового века Александровского кургана № 9 на р. Лугань // Матеріали та дослідження з археології Східної України. — Вип.- № 3. -Луганськ: СНУ, 2004. — С. 30-74 (в соавторстве с Ф. Р. Балоновым и Я. П. Гершковичем).
● Олександрівські могили-кургани в долині Лугані // Матеріали та дослідження з археології Східної України. — Вип. 8. — Луганськ: СНУ, 2008. — С. 134—228.
● Миколаївські могили-кургани в пониззі р. Луганка // Матеріали та дослідження з археології Східної України. — Вип. 9. — Луганськ: СНУ, 2009. — С. 137—197.